# Homalium racemosum
Homalium racemosum är en videväxtart som beskrevs av Nikolaus Joseph von Jacquin. Homalium racemosum ingår i släktet Homalium och familjen videväxter. Inga underarter finns listade i Catalogue of Life.